# بوبرووو (استان کویافسکو-پومورسکی)
بوبرووو (به لهستانی:  Bobrowo) یک روستا در لهستان است که در گمینا بوبرووو واقع شده‌است.